# Thomomys umbrinus
Thomomys umbrinus é uma espécie de roedor da família Geomyidae. É encontrado no México e nos Estados Unidos, geralmente em pastagens e matagais de alta altitude. Alimenta-se de material vegetal e possui uma extensa toca, acima da qual há um grande monte de terra na superfície do solo.

## Descrição
Existem várias subespécies de T. umbrinus e elas variam em detalhes de seu tamanho, proporções do crânio e coloração. Os adultos medem comumente entre 200 e 250 mm de comprimento, sendo as fêmeas geralmente menores que os machos. As partes superiores são de cor canela-acastanhada, desvanecendo para um bege-amarelado nos flancos. Existem pelos com pontas pretas na cabeça, fazendo-a parecer mais escura, as orelhas são pretas e há uma mancha preta atrás da orelha. Há branco nas bochechas e na garganta, e as partes inferiores são bege-amarelados. A superfície superior da cauda é marrom e a parte inferior bege-amarelado, exceto pela ponta, que é branca por toda a volta.

## Distribuição e habitat
T. umbrinus é nativo do México e do extremo sudoeste dos Estados Unidos. Sua distribuição se estende dos estados de Puebla e Veracruz, no México, para o norte até os estados do Arizona e Novo México, nos Estados Unidos. Seu habitat típico são pastagens e matagais de alta altitude, e pastagens desérticas e matas de menor altitude. Sua presença em uma área pode ser identificada pelos montes de terra que ele levanta durante suas atividades de escavação.

## Ecologia
T. umbrinus não hiberna e é ativo na maior parte do dia durante todo o ano. Alimenta-se de material vegetal que encontra tanto acima quanto abaixo da superfície do solo. Os predadores incluem corujas, gaviões, cobras, linces, coiotes, doninhas e texugos. A expectativa de vida é provavelmente de dois a três anos. Sigmodon ochrognathus frequentemente compartilha sua toca.
A reprodução ocorre em épocas diferentes do ano em diferentes partes de sua distribuição. No Arizona, uma única ninhada de geralmente quatro ou cinco (mas até dez) filhotes nasce no final do inverno ou início da primavera.

## Status
Thomomys umbrinus é abundante em habitat adequado na maior parte de sua distribuição, embora algumas populações sejam pequenas e possam aparecer e desaparecer. A tendência populacional é desconhecida, mas nenhuma ameaça específica foi identificada e a União Internacional para a Conservação da Natureza (IUCN) listou o status de conservação deste animal como "pouco preocupante".